# Anagamassivet
Anagamassivet (spansk: Macizo de Anaga) er et bjergmassiv på den nordøstlige del af Tenerife i de Kanariske Øer, Spanien. Det højeste punkt er Cruz de Taborno på 1.024 m, og massivet strækker sig fra Punta de Anaga i nordøst til Cruz del Carmen i sydvest.
Anagamassivet blev dannet ved et voldsomt vulkanudbrud for 7-9 millioner år siden, og dermed er området et af de ældste på Tenerife. Siden 2015 er massivet udnævnt til biosfærereservat.
Blandt de plantearter, der findes i massivet, kan nævnes den endemiske Sherlock Holmes-Pibe (Ceropegia fusca). Desuden findes der laurisilvatræer. I bjergene etablerede man i 1987 naturparken Parque Rural de Anaga.
I området findes et sted kaldet "El Bailadero", hvor hekse ifølge en lokal legende skulle praktisere deres heksekunster og danse om bål. Herudover findes der steder, som har en kristen tradition, især knyttet til apostlen Andreas, der fejres 30. november.

## Galleri
- Anagamassivet
- Slottet på San Andrés